# 秦辰也
秦 辰也（はた　たつや、タイ語:ทัตซึยะ ฮาตะ、官話:秦辰也、朝鮮語:진첸예、広東語:Ceon4 San4-Jaa51959年（昭和34年）9月17日 - ）は、近畿大学国際学部国際学科教授で、社団法人シャンティ国際ボランティア会常務理事。福岡県出身。

## 略歴
1978年に福岡大学附属大濠高校卒業後、福岡大学へ進学し野球部で活躍。その後、米国サウスウエスタン・ルイジアナ大学に留学。帰国後、会社員を経て1984年から曹洞宗国際ボランティア会（SVA / 現シャンティ国際ボランティア会/旧称曹洞宗ボランティア会または曹洞宗難民救済委員会JSRC）に参加し、タイのバンコクへ。カンボジアやラオス、ミャンマー（ビルマ）難民、タイの山岳少数民族、バンコクの都市スラムなどを対象として活動。1987年にタイの社会福祉活動家で後に(上院)国会議員となるプラティープ・ウンソンタムと結婚、SVA発展の礎を築く。SVAバンコク事務所長、アジア地域事務所長、事務局長、専務理事などを経て、2008年4月より近畿大学にて勤務。2001年にタイ国のアジア工科大学大学院人間居住開発専攻修士課程を修了。2004年には東京大学大学院都市工学専攻で博士号取得。

## 著書
主な著書には、1992年タイ滞在中に起こった民主化運動を描いた「バンコクの熱い季節」（岩波同時代ライブラリー、アジア・太平洋賞特別賞）や、「アジア発、ボランティア日記」（岩波同時代ライブラリー）、「体験するアジア」（明石書店）、「ボランティアの考え方」（岩波ジュニア新書）、「タイ都市スラムの参加型まちづくり研究」（明石書店）などがある。

## 受賞歴
- 1991年 暁烏敏賞（石川県松任市）
- 1993年 アジア太平洋賞・特別賞（アジア調査会）
- 1995年 外務大臣賞
- 2006年 石川奨励賞（日本都市計画学会）